# 洎阳街道
洎阳街道，是中华人民共和国江西省景德镇市乐平市下辖的一个乡镇级行政单位。

## 行政区划
洎阳街道下辖以下地区：
友谊社区、鹅头山社区、联盟社区、八一社区、飞仙桥社区、人民新村社区、陶家桥社区、南外街社区、安平社区、迎宾社区、景丰门社区、文昌门社区、扶摇社区、观音泉社区、城郊社区、邹家社区、湖腰畈社区、镇东社区、庞公社区、中店社区、东湖社区、沿河社区和东风社区。

## 中国传统村落
2013年8月，北门村被评为第二批中国传统村落。